# Nissen, Malax
För andra betydelser, se Nissen.
Nissen är en ö i Finland. Den ligger i Norra kvarken och i kommunen Malax i den ekonomiska regionen  Vasa i landskapet Österbotten, i den västra delen av landet. Ön ligger omkring 45 kilometer väster om Vasa och omkring 400 kilometer nordväst om Helsingfors.
Öns area är 0,2 hektar och dess största längd är 70 meter i nord-sydlig riktning.